# Sockel sTRX4
sTRX4 ist ein CPU-Sockel der Firma AMD mit 4094 Pins. Er ist für die Threadripper-Prozessoren der dritten Generation mit Zen-2-Architektur gedacht, mit denen AMD das Highend-Segment bedient.
TR4 unterstützt DDR4-Speicher mit Quad-Channel-Anbindung, verfügt über 88 PCIe-4.0-Lanes und verwendet den TRX40-Chipsatz.
Der sTRX4 ist in LGA-Technik ausgeführt. Er ist mechanisch identisch mit dem Vorläufer Sockel TR4 und dem Sockel SP3 für die EPYC genannten Serverprozessoren, aber aufgrund anderer Pinbelegung zu diesen inkompatibel.

## Markteinführung
Der Sockel wurde am 7. November 2019 vorgestellt, zusammen mit den Threadripper-Prozessoren TR 3960X und TR 3970X.

## Prozessoren
| Marke \| Modell    | Marke \| Modell | Prozess | Kerne/ Threads | Taktrate (GHz) | Taktrate (GHz) | Cache | Cache  | RAM       | RAM    | RAM       | TDP   |
| Marke \| Modell    | Marke \| Modell | Prozess | Kerne/ Threads | Basis          | Boost          | L2    | L3     | Takt      | Kanäle | Kapazität | TDP   |
| ------------------ | --------------- | ------- | -------------- | -------------- | -------------- | ----- | ------ | --------- | ------ | --------- | ----- |
| Ryzen Threadripper | 3960X           | 7 nm    | 24 / 48        | 3,8            | 4,5            | 12 MB | 128 MB | DDR4-3200 | 4      | 256 GB    | 280 W |
| Ryzen Threadripper | 3970X           | 7 nm    | 32 / 64        | 3,7            | 4,5            | 16 MB | 128 MB | DDR4-3200 | 4      | 256 GB    | 280 W |
| Ryzen Threadripper | 3990X           | 7 nm    | 64 / 128       | 2,9            | 4,3            | 32 MB | 256 MB | DDR4-3200 | 4      | 256 GB    | 280 W |